# Женщина с попугаем (картина Делакруа)
«Женщина с попугаем», или «Женщина, ласкающая попугая» (фр. Femme au perroquet; Femme caressant un perroquet) — картина французского художника Эжена Делакруа, написанная в 1827 году. Находится в Лионском музее изобразительных искусств (Франция).

## История

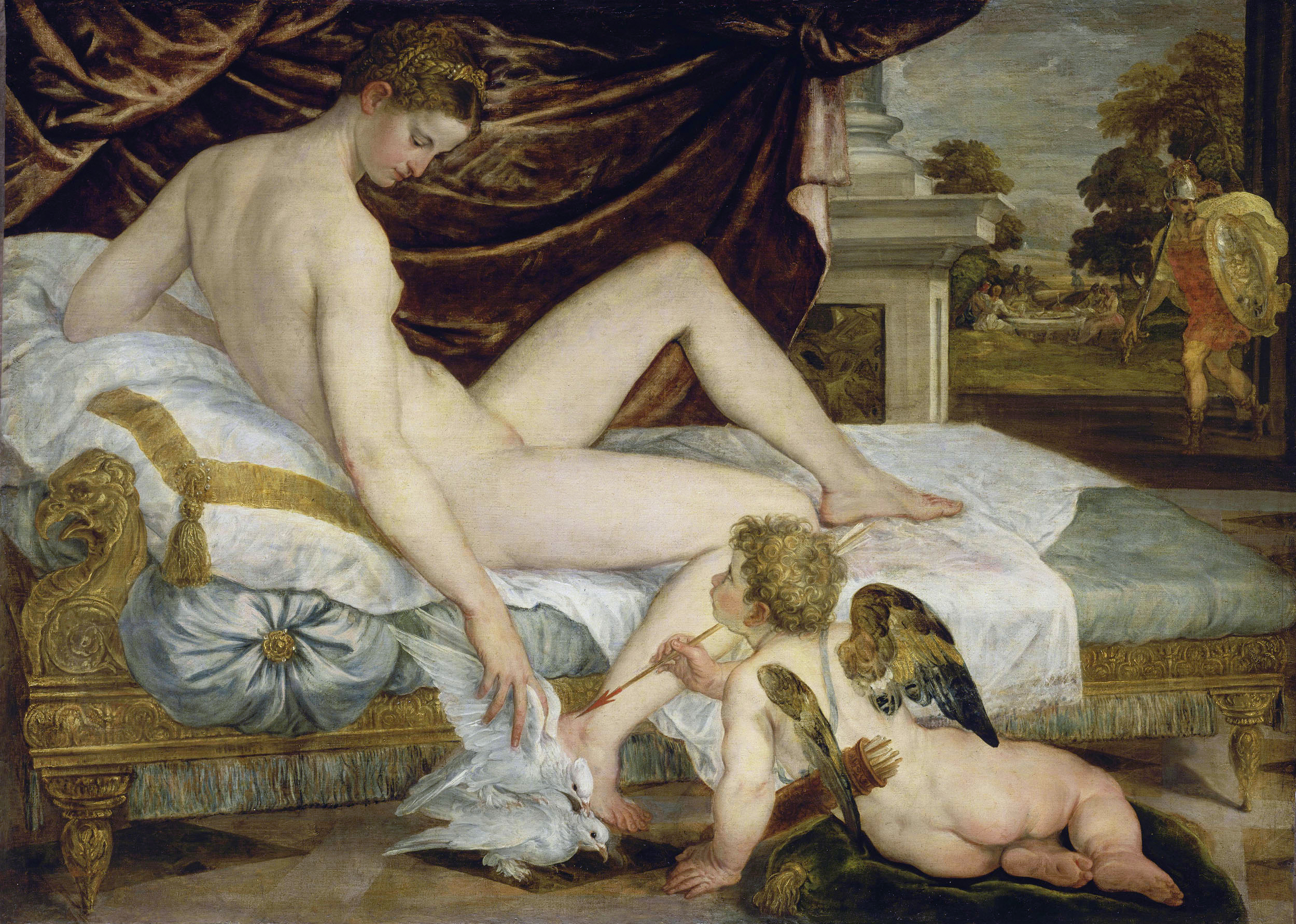
«Венера и Амур» Ламберта Сустриса (1550), вдохновившая Делакруа

Между 1825 и 1827 годами Делакруа пережил сентиментальный или чувственный кризис, результатом которого стало появление картин, изображающих сцены более или менее эротического характера. Согласно дневнику, который он вёл, создание картин перемежалось с сексуальным удовлетворением перед уходом модели. Моделью, позировавшей для этой картины, могла быть мадемуазель Лора, которая также позировала для картин «Смерть Сарданапала» и «Греция на руинах Миссолонгиона», написанных Делакруа в одно и то же время, однако это могла быть и Роза, другая модель художника.
Искусствоведы сходятся во мнении, что картина была вдохновлена полотном «Венера и Амур» Ламберта Сустриса. которая хранится в Лувре.
«Женщина с попугаем» была подарена Кутюрье де Руасом в 1897 году.

## Описание
На картине изображена обнажённая молодая женщина со скрещёнными ногами, в сверкающем головном уборе и ожерельях. Она растянулась на голубом диване, покрытом драпировкой в розовых тонах, и левой рукой гладит лежащего на земле попугая. Правая нога женщины покоится на золотой подушке, а жёлтые и оранжевые драпировки заполняют левую часть картины. Некоторые элементы относятся к ориентализму, которым был проникнут Делакруа. Хроматический диапазон сводится к трём основным цветам.

## Критика
Патрис Беген, написавший книгу о картинах Лионского музея, видит в этой женщине «романтичную, равнодушную и доступную Венеру», ложно скромную, чья цель — удовлетворить не только разум, но и чувства; он называет эту картину «талисманом» музея, несмотря на её небольшие размеры. Раймонд Эшолье считает, что тело этой женщины «прекрасно смоделировано» среди бархата, шёлка и атласа, Делакруа здесь «создал чистую симфонию, в которой преобладают холодные ноты», которая напоминает Вермеера, и заключает, что речь идёт о произведении, свидетельствующим о «великом художнике».